# Керрі-Енн Г'юз
Керрі-Енн Г'юз (англ. Kerry-Anne Guse, 4 грудня 1972) — колишня професійна австралійська тенісистка.   
Здобула шість парних титулів туру WTA.
Найвищу одиночну позицію світового рейтингу — 62 місце досягла 24 листопада 1997, парну — 31 місце — 10 липня 2000 року.

## Фінали Туру WTA

### Парний розряд: 13 (6–7)
| Легенда           |   |
| Grand Slam        | 0 |
| WTA Championships | 0 |
| Tier I            | 0 |
| Tier II           | 0 |
| Tier III          | 0 |
| Tier IV & V       | 5 |

| Титули за покриттям |   |
| Тверде              | 3 |
| Ґрунт               | 2 |
| Трава               | 0 |
| Килим               | 1 |

| Результат | Ранг | Дата     | Турнір                                      | Покриття   | Партнер          | Опоненти                              | Рахунок       |
| --------- | ---- | -------- | ------------------------------------------- | ---------- | ---------------- | ------------------------------------- | ------------- |
| Перемога  | 1.   | Лип 1991 | Сан-Марино                                  | Ґрунт      | Нісія Акемі      | Лаура Гарроне Мерседес Пас            | 6–0, 6–3      |
| Поразка   | 2.   | 1994     | China Open, КНР                             | Тверде (i) | Валда Лейк       | Чень Лі-Лін Лі Фан                    | 0–6, 2–6      |
| Поразка   | 3.   | Тра 1994 | Джакарта, Індонезія                         | Тверде     | Андреа Стрнадова | Ніколь Арендт Крістін Кунс            | 2–6, 2–6      |
| Поразка   | 4.   | 1994     | Birmingham Classic, England                 | Трава      | Кетрін Берклей   | Зіна Гаррісон Лариса Савченко-Нейланд | 4–6, 4–6      |
| Поразка   | 5.   | 1995     | Bournemouth, England                        | Ґрунт      | Патрісія Гі      | Маріан де Свардт Руксандра Драгомір   | 3–6, 5–7      |
| Перемога  | 6.   | 1995     | Нагоя, Японія                               | Килим (i)  | Крістін Кунс     | Хіракі Ріка Пак Сон Хі                | 6–4, 6–4      |
| Поразка   | 7.   | 1996     | Hobart International, Австралія             | Трава      | Пак Сон Хі       | Басукі Яюк Нагацука Кьоко             | 6–7, 3–6      |
| Перемога  | 8.   | 1996     | Commonwealth Bank Tennis Classic, Індонезія | Тверде     | Александра Фусаї | Тіна Кріжан Нелле ван Лоттум          | 6–4, 6–4      |
| Поразка   | 9.   | 1997     | Japan Open, Японія                          | Тверде     | Коріна Мораріу   | Алексія Дешом-Баллере Хіракі Ріка     | 4–6, 2–6      |
| Перемога  | 10.  | 1997     | Джакарта, Індонезія                         | Тверде     | Крістін Кунс     | Ленка Немечкова Йосіда Юка            | 6–4, 5–7, 7–5 |
| Перемога  | 11.  | 1997     | Кардіфф, Уельс                              | Ґрунт      | Деббі Грем       | Жулі Пуллен Лорна Вудрофф             | 6–3, 6–4      |
| Перемога  | 12.  | 1997     | Commonwealth Bank Tennis Classic, Індонезія | Тверде     | Хіракі Ріка      | Морін Дрейк Рената Колбовіч           | 6–1, 7–6      |
| Поразка   | 13.  | 1999     | Japan Open, Японія                          | Тверде     | Кетрін Берклей   | Коріна Мораріу Кімберлі По            | 3–6, 2–6      |

## Фінали ITF

### Одиночний розряд (7–6)
| Легенда         |
| --------------- |
| Турніри $75,000 |
| Турніри $50,000 |
| Турніри $25,000 |
| Турніри $10,000 |

| Результат | Ранг | Дата            | Турнір                 | Покриття | Опонент         | Рахунок       |
| --------- | ---- | --------------- | ---------------------- | -------- | --------------- | ------------- |
| Поразка   | 1.   | 5 грудня 1994   | Nuriootpa, Австралія   | Тверде   | Мая Мурич       | 5–7, 1–6      |
| Поразка   | 2.   | 12 грудня 1994  | Мілдьюра, Австралія    | Трава    | Сандрін Тестю   | 1–6, 3–6      |
| Перемога  | 1.   | 23 березня 1997 | Нода, Японія           | Тверде   | Choi Young-ja   | 0–6, 6–4, 6–2 |
| Перемога  | 2.   | 4 травня 1997   | Ґіфу, Японія           | Трава    | Чон Мі Ра       | 7–5, 7–5      |
| Поразка   | 3.   | 11 травня 1996  | Сеул, Південна Корея   | Ґрунт    | Міяуті Місумі   | 6–1, 3–6, 1–6 |
| Поразка   | 4.   | 14 вересня 1997 | Сеул, Південна Корея   | Тверде   | Пак Сон Хі      | 3–6, 4–6      |
| Перемога  | 3.   | 21 вересня 1997 | Тайбей, Chinese Taipei | Тверде   | Кетрін Берклей  | 6–4, 7–6      |
| Перемога  | 4.   | 28 лютого 1999  | Бендіго, Австралія     | Тверде   | Ліза Макші      | 6–1, 4–6, 6–4 |
| Перемога  | 5.   | 7 березня 1999  | Воррнамбул, Австралія  | Трава    | Ліза Макші      | 6–2, 7–6(6)   |
| Перемога  | 6.   | 14 березня 1999 | Водонга, Австралія     | Трава    | Труді Мусгрейв  | 6–4, 6–1      |
| Поразка   | 5.   | 21 березня 1999 | Водонга, Австралія     | Трава    | Труді Мусгрейв  | 3–6, 1–6      |
| Перемога  | 7.   | 30 серпня 1999  | Kuroshio, Японія       | Тверде   | Морігамі Акіко  | 6–4, 6–3      |
| Поразка   | 6.   | 5 грудня 1999   | Порт-Пірі, Австралія   | Тверде   | Голлі Паркінсон | 3–6, 4–6      |

### Парний розряд (34–11)
| Результат | No  | Дата              | Турнір                        | Покриття   | Партнер           | Опоненти in the final                     | Рахунок            |
| Перемога  | 1.  | 12 лютого 1990    | Аделаїда, Австралія           | Тверде     | Кетрін Берклей    | Майя Авотінс Джоанн Ліммер                | 6–0, 6–0           |
| Поразка   | 1.  | 14 травня 1990    | Рамат-га-Шарон, Ізраїль       | Тверде     | Джулі Салмон      | Michelle Anderson Робін Філд              | 3–6, 2–6           |
| Перемога  | 2.  | 2 липня 1990      | Штутгарт, Західна Німеччина   | Ґрунт      | Деніелл Джонс     | Івана Янковська Ева Меліхарова            | 6–4, 6–7, 6–3      |
| Перемога  | 3.  | 7 жовтня 1990     | Токіо, Японія                 | Тверде     | Крістін Кунс      | Хіракі Ріка Кадзіта Ясуйо                 | 4–6, 6–1, 7–5      |
| Перемога  | 4.  | 14 жовтня 1990    | Мацуяма, Японія               | Ґрунт      | Крістін Кунс      | Енджи Каннінгем Кетрін Берклей            | 6–7, 6–3, ret.     |
| Перемога  | 5.  | 21 жовтня 1990    | Кіото, Японія                 | Тверде     | Крістін Кунс      | Хіракі Ріка Кадзіта Ясуйо                 | 6–3, 6–4           |
| Поразка   | 2.  | 28 жовтня 1990    | Нагасакі, Японія              | Тверде     | Крістін Кунс      | Басукі Яюк Сузанна Вібово                 | 2–6, 6–7(8)        |
| Поразка   | 3.  | 4 листопада 1990  | Саґа, Японія                  | Трава      | Крістін Кунс      | Басукі Яюк Сузанна Вібово                 | 3–6, 2–6           |
| Поразка   | 4.  | 12 листопада 1990 | Маунт-Гамбір, South Австралія | Тверде     | Джастін Годдер    | Джо-Анн Фолл Нелле ван Лоттум             | 5–7, 4–6           |
| Перемога  | 6.  | 4 лютого 1991     | Джакарта, Індонезія           | Ґрунт      | Джастін Годдер    | Їда Ей Міяуті Місумі                      | 7–6(2), 7–5        |
| Поразка   | 5.  | 4 листопада 1991  | Порт-Пірі, Австралія          | Тверде     | Джастін Годдер    | Джо-Анн Фолл Мішелл Джаггерд-Лай          | 2–6, 5–7           |
| Перемога  | 7.  | 27 квітня 1992    | Джакарта, Індонезія           | Ґрунт      | Крістін Кунс      | Трейсі Мортон-Роджерс Джулі Річардсон     | 7–6, 6–2           |
| Перемога  | 8.  | 23 листопада 1992 | Nuriootpa, Австралія          | Тверде     | Енджи Каннінгем   | Магдалена Фейстель Кіррілі Шарп           | 4–6, 7–6, 6–2      |
| Поразка   | 6.  | 20 грудня 1992    | Брисбен, Австралія            | Трава      | Крістін Кунс      | Енджи Каннінгем Джастін Годдер            | 4–6, 6–3, 2–6      |
| Перемога  | 9.  | 14 листопада 1993 | Бендіго, Австралія            | Тверде     | Кетрін Берклей    | Джо-Анн Фолл Кіррілі Шарп                 | 6–2, 3–6, 7–6      |
| Перемога  | 10. | 5 грудня 1993     | Мілдьюра, Австралія           | Тверде     | Кетрін Берклей    | Джо-Анн Фолл Кіррілі Шарп                 | 6–3, 6–2           |
| Перемога  | 11. | 30 жовтня 1994    | Tarakan, Індонезія            | Тверде     | Кетрін Берклей    | Каміо Йоне Кадзімута Наоко                | 6–2, 6–3           |
| Поразка   | 7.  | 11 грудня 1994    | Nuriootpa, Австралія          | Тверде     | Кетрін Берклей    | Крістін Годрідж Кіррілі Шарп              | 2–6, 7–6, 4–6      |
| Перемога  | 12. | 5 травня 1996     | Сеул, Південна Корея          | Тверде     | Кетрін Берклей    | Бенджамас Сангарам Choi Young-ja          | 6–1, 6–2           |
| Перемога  | 13. | 6 травня 1996     | Сеул, Південна Корея          | Ґрунт      | Кетрін Берклей    | Хосокі Юко Танака Юка                     | 4–6, 6–0, 6–3      |
| Перемога  | 14. | 11 серпня 1996    | Tarakan, Індонезія            | Тверде     | Аннабел Еллвуд    | Чон Мі Ра Бенджамас Сангарам              | 6–3, 6–2           |
| Перемога  | 15. | 15 грудня 1996    | Hope Island, Австралія        | Тверде     | Кетрін Берклей    | Ліза Макші Джоанн Ліммер                  | 6–4, 6–4           |
| Поразка   | 8.  | 17 лютого 1997    | Redbridge, Велика Британія    | Тверде (i) | Клер Вуд          | Жулі Пуллен Лорна Вудрофф                 | 6–2, 4–6, 4–6      |
| Перемога  | 16. | 8 червня 1997     | Surbiton, Велика Британія     | Трава      | Кетрін Берклей    | Деббі Грем Крістін Кунс                   | 3–6, 6–4, 7–6      |
| Поразка   | 9.  | 4 серпня 1997     | Джакарта, Індонезія           | Ґрунт      | Крістін Кунс      | Choi Young-ja Kim Eun-ha                  | 3–6, 4–6           |
| Перемога  | 17. | 14 вересня 1997   | Сеул, Південна Корея          | Тверде     | Кетрін Берклей    | Пак Сон Хі Ван Ші-тін                     | 4–6, 6–4, 6–1      |
| Поразка   | 10. | 15 вересня 1997   | Тайбей, Chinese Taipei        | Тверде     | Кетрін Берклей    | Choi Young-ja Kim Eun-ha                  | 6–1, 4–6, 3–6      |
| Перемога  | 18. | 30 листопада 1997 | Nuriootpa, Австралія          | Тверде     | Кетрін Берклей    | Нанні де Вільєрс Ліза Макші               | 6–3, 7–5           |
| Перемога  | 19. | 15 лютого 1998    | Мідленд, США                  | Тверде (i) | Кетрін Берклей    | Ольга Барабанщикова Еріка Делоун          | 6–2, 6–4           |
| Перемога  | 20. | 22 лютого 1998    | Рочестер, США                 | Тверде (i) | Кетрін Берклей    | Нанні де Вільєрс Джинджер Гелгесон-Нілсен | 6–4, 6–4           |
| Перемога  | 21. | 3 травня 1998     | Ґіфу, Японія                  | Трава      | Кетрін Берклей    | Чо Юн Чон Пак Сон Хі                      | 7–6(3), 6-4        |
| Перемога  | 22. | 25 жовтня 1998    | Голд-Кост, Австралія          | Тверде     | Кетрін Берклей    | Ліза Макші Труді Мусгрейв                 | 6–4, 6–2           |
| Перемога  | 23. | 15 листопада 1998 | Бендіго, Австралія            | Тверде     | Кетрін Берклей    | Дон Бут Ванесса Вебб                      | 6–7, 6–3, 6–1      |
| Перемога  | 24. | 28 лютого 1999    | Бендіго, Австралія            | Тверде     | Ліза Макші        | Труді Мусгрейв Сінді Вотсон               | 6–4, 6–1           |
| Перемога  | 25. | 1 березня 1998    | Воррнамбул, Австралія         | Трава      | Труді Мусгрейв    | Марезе Жубер Kate Warne Holland           | 6–4, 6–4           |
| Перемога  | 26. | 7 березня 1999    | Водонга, Австралія            | Трава      | Труді Мусгрейв    | Наталі Грандін Alicia Pillay              | 6–3, 6–2           |
| Перемога  | 27. | 15 березня 1998   | Albury, Австралія             | Трава      | Труді Мусгрейв    | Марезе Жубер Kate Warne Holland           | 7–6, 6–3           |
| Перемога  | 28. | 22 березня 1998   | Corowa, Австралія             | Трава      | Труді Мусгрейв    | Марезе Жубер Kate Warne Holland           | 6–2, 1–6, 6–3      |
| Перемога  | 29. | 30 серпня 1999    | Kuroshio, Японія              | Тверде     | Іноуе Майко       | Марезе Жубер Kate Warne Holland           | 6–4, 7–6           |
| Перемога  | 30. | 10 жовтня 1999    | Dalby, Австралія              | Тверде     | Ліза Макші        | Kylie Hunt Вінне Пракуся                  | 6–3, 5–7, 6–4      |
| Перемога  | 31. | 17 жовтня 1999    | Квінсленд, Австралія          | Тверде     | Ліза Макші        | Алісія Молік Бріанн Стюарт                | 6–1, 3–6, 7–5      |
| Перемога  | 32. | 24 жовтня 1999    | Голд-Кост, Австралія          | Тверде     | Ліза Макші        | Хіракі Ріка Труді Мусгрейв                | 6–2, 6–3           |
| Перемога  | 33. | 5 грудня 1999     | Порт-Пірі, Австралія          | Тверде     | Ліза Макші        | Ева Мартінцова Алена Вашкова              | 6–4, 6–1           |
| Поразка   | 11. | 20 жовтня 2000    | Брисбен, Австралія            | Тверде     | Рейчел Макквіллан | Аннабел Еллвуд Нанні де Вільєрс           | 5–3, 2–4, 3–5, 1–4 |
| Перемога  | 34. | 29 жовтня 2000    | Dalby, Австралія              | Тверде     | Рейчел Макквіллан | Melanie Clayton Надя Джонстон             | 3–0, ret.          |